# ズーアカンプ
Suhrkamp Verlag（ズーアカンプ・フェルラーク）は1950年創立のドイツの出版社、ヨーロッパの出版界をリードする出版社のひとつとして広く知られている。

## 社史
1933年にフィッシャー社の経営者ザムエル・フィッシャー（1859-1934）は、当時ベルリンでフリーのライターとして活躍していたペーター・ズーアカンプ（1891-1951）を雇い入れた。ザムエル・フィッシャーの死後、ズーアカンプがフィッシャー社を運営。1942年にズーアカンプはゲシュタポに捕えられ、強制収容所に収容される。戦後に生還した後、ズーアカンプはフィッシャー社から独立し1950年にヘルマン・ヘッセの協力のもと自らの出版社を立ち上げる。フィッシャー社の48人の著作家たちのうち33人がズーアカンプへの協力に賛同を示した。年内にペーター・ズーアカンプはヘルマン・ヘッセやルドルフ・アレクサンダー・シュレーダー、ヘルマン・カザック、T・S・エリオット、バーナード・ショー、さらにベルトルト・ブレヒトの作品の出版に漕ぎ着けた。
1952年にジークフリート・ウンゼルトがズーアカンプ社に入社。1957年に最高経営責任者になる。1959年のズーアカンプの死後、ウンゼルトが会社を引き継ぐ。ウンゼルトの経営のもとでズーアカンプ社は三つの分野を軸に出版活動を広げていった。20世紀ドイツ文学、外国文学、人文科学である。ズーアカンプ社は本のデザインにも気を配っている。とくにデザイナーヴィリー・フレックハウスが手掛けた装丁の美しさが知られている。

## ズーアカンプ出版社グループ
1990年にズーアカンプ社はユディッシャー出版社の株の51%を保有し、1992年に„Jüdischer Verlag im Suhrkamp Verlag“として出版プログラムを立ち上げた。この企画にはインゼル出版社とドイツ古典出版社も参画している。
1998年にズーアカンプ社グループが保有していたノモス出版協会をC・H・ベック出版社に売却した。